# Birnbauminas
Birnbauminas son un par de alcaloides y compuestos de pigmentos amarillos tóxicos que son aislados de Leucocoprinus birnbaumii. Pueden provocan úlceras gástricas pépticas si se consumen. 